# Bad Rippoldsau-Schapbach
Bad Rippoldsau-Schapbach est une commune d'Allemagne, située dans l'arrondissement de Freudenstadt et le Land de Bade-Wurtemberg.

## Histoire
Rippoldsau a été mentionné pour la première fois dans un document en 1179 tandis que Schapbach est mentionné pour la première fois en 1220. Les deux communes appartiennent à la famille von Fürstenberg qui doit, en 1803, les céder au Grand-Duché de Bade lors de la médiatisation du recès de la Diète d'Empire. En 1939, Rippoldsau et Schapbach rejoint l'ancien district de Wolfach. La région est devenue une partie de la zone d'occupation française en 1945, les deux communes deviennent par la suite une partie du land d'après guerre de Bade – ce dernier rejoint en 1952 le land de Bade-Wurtemberg. Le 1er juillet 1974, les communes de Bad Rippoldsau et de Schapbach fusionnent pour former la commune de Bad Rippoldsau-Schapbach.

## Géographie
La commune de Bad Rippoldsau-Schapbach se compose des deux anciennes communes de Schapbach et de Bad Rippoldsau et avec un total de 35 villages, éperons, fermes et maisons.
L'ancienne commune de Bad Rippoldsau comprend les dents d'Absbach (Apsbach), Burgbach, Dollenbach, Holzwald, Klösterle, Reichenbach, Vor Seebach et Wolf, la colonie d'Althaus et les maisons de la Talstraße, Beim Bad, Bergle, Gaisbach, Grafenbach, Kastelbach et Schwabach , Toes, Vor Burgbach et Vor Dollenbach.
L'ancienne commune de Schapbach comprend le village de Schapbach, les tines de Glaswald, Hirschbach, Holdersbach, Salzbrunnen, Seebach, Sulz et Wildschapbach, les quartiers d'Obertal et d'Untertal et les maisons de Bäch, Kupferberg, Löchle, Rinken, Schwarzenbruch, Settig, Steig et Vor Seebach.
Le village déserté de Schmiedsberg et le Schlössle, site d'un château mentionné en 1428, sont situés sur le territoire de l'ancienne commune de Schapbach.

## Administration

### Communauté d'administrationFreudenstadt
Elle est composée de la ville de Freudenstadt et des communes de Bad Rippoldsau-Schapbach et Seewald.

## Jumelage
- La Tranche-sur-Mer (France)